# Diversisporales
Diversisporales es un orden de hongos de la clase Glomeromycetes. 
Estos hongos son simbiontes obligados de plantas terrestres. Con éstas forman las endomicorrizas o micorrizas arbusculares, un tipo de asociación micorrizógena que se caracteriza por la entrada de las hifas del hongo en el interior de las células de la raíz de la planta simbionte, donde forman vesículas alimenticias y formaciones conocidas como arbúsculos, que se ramifican dicotómicamente. La reproducción es asexual.

## Taxonomía
Contiene las siguientes familias y géneros:
- Familia Acaulosporaceae
  - Género Acaulospora
  - Género Entrophospora
- Familia Diversisporaceae
  - Género Diversispora
  - Género Redeckera
- Familia Gigasporaceae
  - Género Cetraspora
  - Género Dentiscutata
  - Género Gigaspora
  - Género Quatunica
  - Género Racocetra
  - Género Scutellospora
- Familia Pacisporaceae
  - Género Pacispora